# روبين جالفيز
روبين جالفيز (بالإسبانية: Rubén Ramos González) هو لاعب كرة قدم إسباني، ولد في 15 مايو 1993 في أراثينا في إسبانيا. لعب مع ريكرياتيفو ونادي هويسكا.

## وصلات خارجية
- روبين جالفيز على موقع قاعدة بيانات كرة القدم.إي يو (الإنجليزية)
- روبين جالفيز على موقع Soccerway.com (الإنجليزية)
- روبين جالفيز على موقع AS.com (الإسبانية)